# Урфи Джавед
Урфи Джавед (англ. Urfi Javed; род. 15 октября 1997 года) — индийская телевизионная актриса и инфлюэнсер в социальных сетях. Известная своим уникальным чувством моды и присутствием в социальных сетях, Джавед прославилась в 2021 году после появления в реалити-шоу Voot Bigg Boss OTT.

## Ранние годы
Джавед родилась в мусульманской семье в Лакхнау 15 октября 1997 года. Училась в городской школе Монтессори в Лакхнау. Окончила Университет Амити в Лакхнау по специальности массовые коммуникации.

## Карьера
В 2016 году Джавед появилась в Bade Bhaiyya Ki Dulhania на Sony TV в роли Авни Пант. С 2016 по 2017 год она играла Чхаю в сериале «Чандра и Нандини» Star Plus. Затем она сыграла Арти в сериале Star Plus Meri Durga.

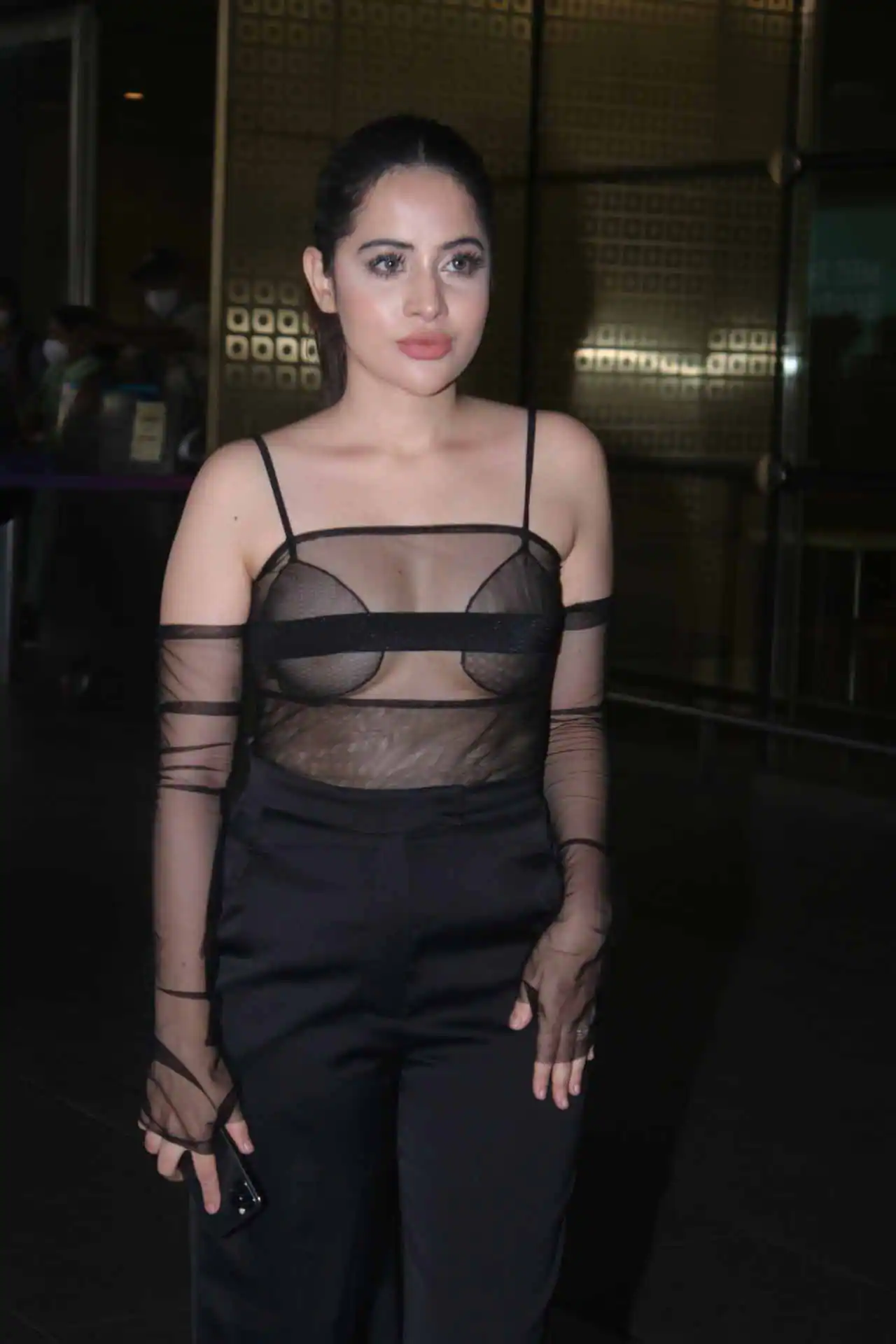
Джавед в 2021 году

В 2018 году она сыграла Камини Джоши в сериале Saat Phero Ki Hera Pherie на SAB TV, Беллу Капур в сериале Bepannaah на Colors TV, Пияли в сериале Jiji Maa на Star Bharat и Нандини в сериале Daayan на &TV.
В 2020 году она присоединилась к Yeh Rishta Kya Kehlata Hai в роли Шивани Бхатия. Позже она сыграла Танишу Чакраборти в Kasautii Zindagii Kay.
В 2021 году она приняла участие в реалити-шоу Voot Bigg Boss OTT, где заняла 13-е место. Согласно изданию Vice, Джавед «прославилась в Индии» после появления на Bigg Boss OTT, где она добилась признания публики благодаря своему уникальному чувству моды.
В 2022 году её увидели в музыкальном клипе с индо-канадским певцом Кунварром. В декабре 2022 года она приняла участие в реалити-шоу MTV India «MTV Splitsvilla X4» в качестве приглашенной участницы и смутьяна.
В 2023 году различные СМИ сообщили, что Урфи была задержана в Дубае, Объединённых Арабских Эмиратах, за съемку в провокационной одежде в общественном месте, что запрещено законом в ОАЭ. Однако Джавед пояснила, что полиция прибыла на съемочную площадку из-за логистических проблем, а не по причинам, связанным с её выбором наряда. Съемки возобновились на следующий день.

## Личная жизнь

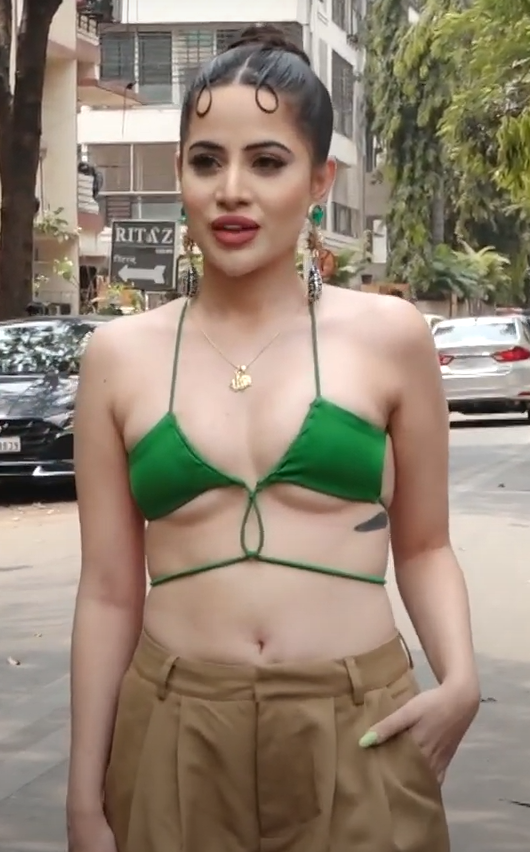
Джавед в марте 2022 года

Джавед начала встречаться со своим коллегой по сериалу Meri Durga Парасом Калнаватом в 2017 году. Пара рассталась в 2018 году.

### Религия
Хотя Джавед выросла в консервативной мусульманской семье, она заявила, что «я не верю в ислам и не исповедую никакой религии». В 2021 году Джавед заявила, что не выйдет замуж за мусульманина, и сказала, что находится в процессе чтения Бхагавад-гиты. На фоне дебатов по поводу изменения названия её родного города Лакхнау в 2023 году Джавед написала в Твиттере: «Я хочу остаться в демократическом раштре! Ни индусская раштра, ни мусульманская раштра».

### Изменение имени
В 2022 году она объявила о смене имени на Уорфи в социальных сетях и предложила называть её новым именем. Хотя произносится одинаково, изменение написания было сделано по совету нумеролога.

## Общественный имидж
Джавед получила общественное признание благодаря своему чувству моды во время участия в шоу Bigg Boss OTT, где она носила платье, сделанное из мусорного мешка. Джавед сшила и носила несколько вещей, которые Lifestyle Asia назвала «причудливыми платьями», в том числе платья, сделанные из часов, желтых цветов, цепочек и булавок.
В декабре 2022 года Джавед стала одним из самых популярных азиатов в Google, опередив знаменитостей Болливуда, включая Джанви Капур и Дишу Патани. По состоянию на январь 2023 года у Джавед более четырёх миллионов подписчиков в Instagram.
В твите политик Бхаратия джаната парти (БДП) Читра Ваг обвинила Джавед в «публичном обнажении на улицах Мумбаи». После жалобы Вага полиция Мумбаи вызвала Джавед для расследования в полицейский участок в Амболи. Джавед подала жалобу на Ваг, утверждая, что та прибегала к «угрозам и преступному запугиванию с целью причинить ухудшить общественное мнение об актрисе».

## Фильмография
| Год        |    | Русское название | Оригинальное название      | Роль                         |
| ---------- | -- | ---------------- | -------------------------- | ---------------------------- |
| 2016       | с  |                  | Bade Bhaiyya Ki Dulhania   | Авни Пант                    |
| 2016— 2017 | с  | Чандра и Нандини | Chandra Nandini            | Принцесса Чхая               |
| 2017       | с  | Моя Богиня       | Meri Durga                 | Арти Сингхания               |
| 2017       | с  | Без защиты       | Bepannaah                  | Белла Капур                  |
| 2018       | с  |                  | Saat Phero Ki Hera Pherie  | Камини Джоши                 |
| 2018       | с  |                  | Jiji Maa                   | Шравани Пурохит/Пияли Сегхал |
| 2018— 2019 | с  |                  | Daayan                     | Нандини                      |
| 2020       | с  |                  | Yeh Rishta Kya Kehlata Hai | адвокат Шивани Бхатия        |
| 2020       | с  |                  | Kasautii Zindagii Kay      | Таниша Чакраборти            |
| 2020       | с  |                  | Aye Mere Humsafar          | Паял Шарма                   |
| 2021       | вс | В ритме сердца   | Puncch Beat                | Мира (2-й сезон)             |